# Lac de Vassivière
Pour les articles homonymes, voir Vassivière.
Le lac de Vassivière (Vaciviéra en occitan) est un lac artificiel situé en France, dans l'ouest du Massif central, au nord-ouest du plateau de Millevaches.
Créé au début des années 1950 par la construction d'un barrage hydroélectrique situé sur la Maulde, il est partagé entre les départements de la Creuse et de la Haute-Vienne, et s'inscrit dans un environnement forestier dense.
Sa superficie atteint 9,76 km2, ce qui en fait le plan d'eau le plus important du Limousin et un des plus grands lacs artificiels de France.

## Histoire et description

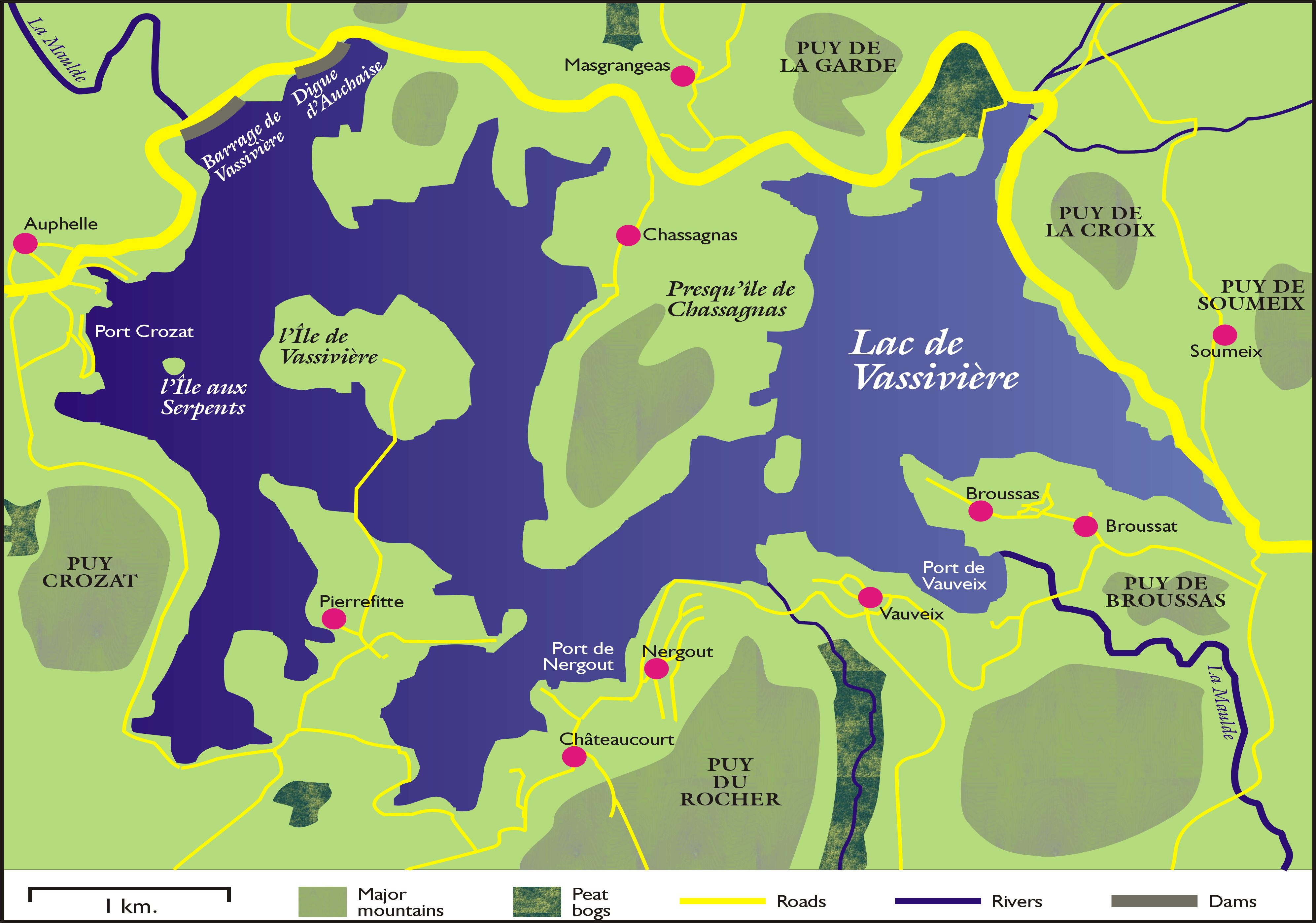
Carte du lac et de ses abords

Le barrage de Vassivière construit en béton armé de 1947 à 1950 pour fermer plusieurs vallons ou talwegs se rejoignant en un même point, qui étaient parcourus par des ruisseaux dont la Maulde qui a depuis cette époque son embouchure dans le port de Vauveix près de la presqu'île de Broussas. La mise en eau se fera la veille de Noël 1950. La capacité du lac est de 106 millions de mètres cubes aux plus hautes eaux à la cote 651 NGF. Tous les ans à la fin du mois de septembre, début octobre, le niveau du lac est abaissé volontairement pour récupérer et stocker les eaux des pluies d'automne et de fonte des neiges d'hiver qui sont très abondantes sur cette région. Le lac est alimenté par la Maulde, un affluent de la Vienne et quelques ruisseaux sur son pourtour dont La Gane du Réau, le ruisseau de Haute-Faye, l'aqueduc du lac de Lavaud-Gelade et les eaux de l'étang d'Arfeuille amenées par une conduite souterraine. Le lac est situé pour partie dans la Haute-Vienne et pour partie en Creuse. Par ailleurs, le lac de Lavaud-Gelade situé à proximité d'une surface de 285 hectares, a été créé lui aussi par Électricité de France. Depuis 1950 il sert de réserve d'eau permettant d'alimenter, grâce à une canalisation souterraine, le lac de Vassivière en fonction des besoins en eau de celui-ci.
En aval, au pied du barrage sur sa gauche, une chambre de vanne voûtée, construite sous la colline à proximité des buttons de renforts des fondations, est raccordée à un petit canal de fuite à ciel ouvert et permet de maintenir un débit d'eau constant de l'ordre de 1 m3/s pour préserver l'écosystème du ruisseau la Maulde qui continue sa course dans son vallon.
L'originalité du site est la suivante :
- le barrage est situé à Auchaize (commune de Royère-de-Vassivière) ;
- la prise d'eau à Port Crozat (commune de Peyrat-le-Château) ;
- la centrale électrique du Mazet est implantée sur la commune de Peyrat-le-Château ;
- une galerie souterraine de 2 585 m ainsi qu'une conduite forcée de 610 m relient ces deux dernières.

Lors de la mise en eau du lac, huit lieux-dits et villages abandonnés et désertés ont été engloutis par la montée de l'eau, dont l'ancien village de Vassivière qui a donné son nom au lac. Ce nom veut dire en ancien occitan « ensemble des agneaux d'une bergerie ».
Le lac est bordé par quatre communes :
- en Creuse : Faux-la-Montagne, Royère-de-Vassivière ;
- dans la Haute-Vienne : Beaumont-du-Lac, Peyrat-le-Château.

Il est le 23e lac de France en superficie, si l'on prend en compte les étangs côtiers et les lacs naturels. Il est en revanche 14e si l'on ne considère que les lacs et étangs artificiels. Il s'agit de la 6e plus grande étendue d'eau du Massif central.
En cas de nécessité, deux zones sont réservées pour l'écopage d'hydravions bombardiers d'eau sur une distance de plus de 1 500 mètres, sous le contrôle et l'autorité de la Gendarmerie Nationale.
Des panneaux d'informations sont placés dans des endroits stratégiques pour informer le public sur la réglementation du plan d'eau - notamment sur les installations interdites, la vitesse de navigation, les zones spécifiques réservées pour certaines pratiques, ski nautique, motonautisme, etc. Ces panneaux ont été édités par le Syndicat d'Aménagement du Lac et EDF qui est propriétaire du plan d'eau. Tous les organismes concernés ont signé des conventions en partenariat avec les communes environnantes pour préserver ce lieu exceptionnel.

### Aménagements
Dans les années 1960 et 1970, le docteur Pierre Ferrand, un élu local et régional, fut un grand visionnaire en ayant l'idée de faire aménager les bords du lac en site touristique. Il bénéficia de divers soutiens, dont celui du président du Conseil général de la Creuse, le sénateur Pauly. Plages, ports, villages de vacances, restaurants, hôtels et campings vont naître et se développer, attirant du printemps à l'automne vacanciers, plaisanciers, touristes, promeneurs, randonneurs…      
Une route faisant tout le tour du plan d'eau fut construite pour desservir les villages et hameaux nouvellement créés à la suite de la mise en eau du lac.

### Son environnement naturel

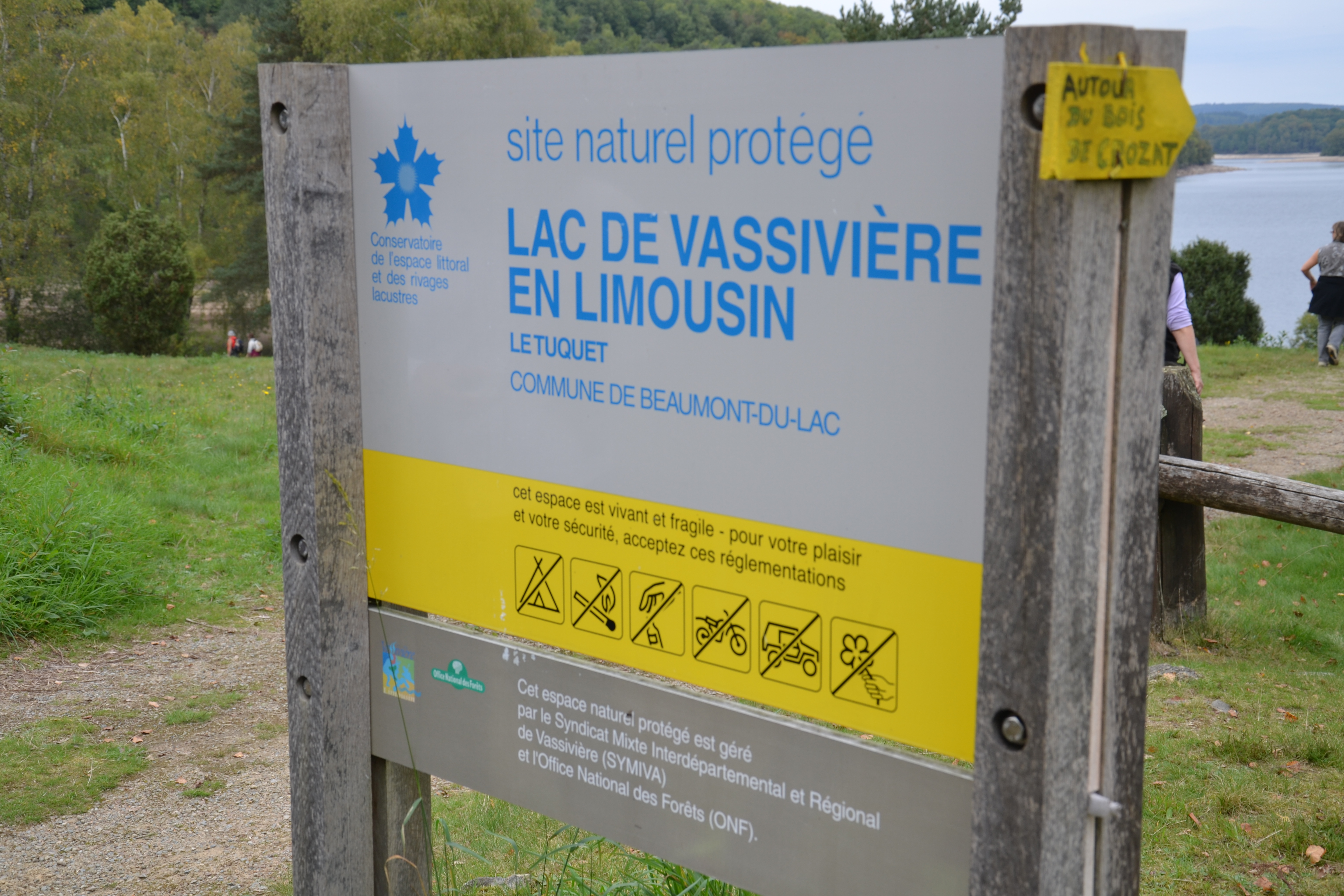
Le site du Tuquet, sur la commune de Beaumont-du-Lac, est protégé par le Conservatoire du littoral.

Le lac de Vassivière présente plus de 7 600 hectares de zones naturelles regroupant 15 petites zones identifiées comme ZNIEFF de type I. Le lac de Vassivière et ses abords représentent le paysage traditionnel du plateau de Millevaches, par ses tourbières, étangs tourbeux, landes et forêts.
De nombreuses tourbières sont situées à proximité du lac : tourbière de la Ribière de Gladière, tourbière de la Mazure, tourbière  d'Orladeix, tourbière de Masgrangeas, tourbière de l’Epinassou, tourbière d'Auzoux-Auchaise…. Une tourbière est un écosystème très original, fragile, une zone humide caractérisée par l'accumulation progressive de la tourbe, un sol caractérisé par sa très forte teneur en matière organique majoritairement végétale, peu ou pas décomposée. Cette caractéristique fait que des tourbières sont des puits de carbone.

### Climat
Les hivers sont souvent synonymes de froidure, accompagnés de chutes de neige denses. Les étés au contraire sont très agréables. Les intersaisons sont plutôt douces, le printemps étant frais et humide et l'automne souvent précédé d'un été indien. La couleur des arbres en automne offre un spectacle qui évoque l'automne canadien.

### Vidange
Le lac est périodiquement vidangé afin de permettre le contrôle de la voûte Amont du barrage et l'entretien des installations techniques. La dernière vidange s'est opérée du 1er août au 18 septembre 1995. Des photos ont été prises et sont consultables sur des sites d'associations régionales. À cette occasion plus de 11 tonnes de poissons furent récupérées.

## Fonctions
Le lac a plusieurs utilités :
- il permet de fournir en électricité des grandes villes comme Limoges, grâce aux turbines du  barrage ;
- il permet pour partie d'alimenter Limoges et son agglomération en eau potable ;
- il est utilisé dans l’industrie ;
- il est utilisé pour l’arrosage des terrains agricoles ;
- il permet de maintenir le niveau de la Vienne pour la centrale de Civaux ;
- il autorise des activités nautiques et de loisirs.

Au cours de la sécheresse de 2019, le lac a dû être vidé peu à peu à partir de la mi-août 2019 pour permettre d'alimenter la Vienne et de refroidir en aval la centrale nucléaire de Civaux.

## L'île de Vassivière

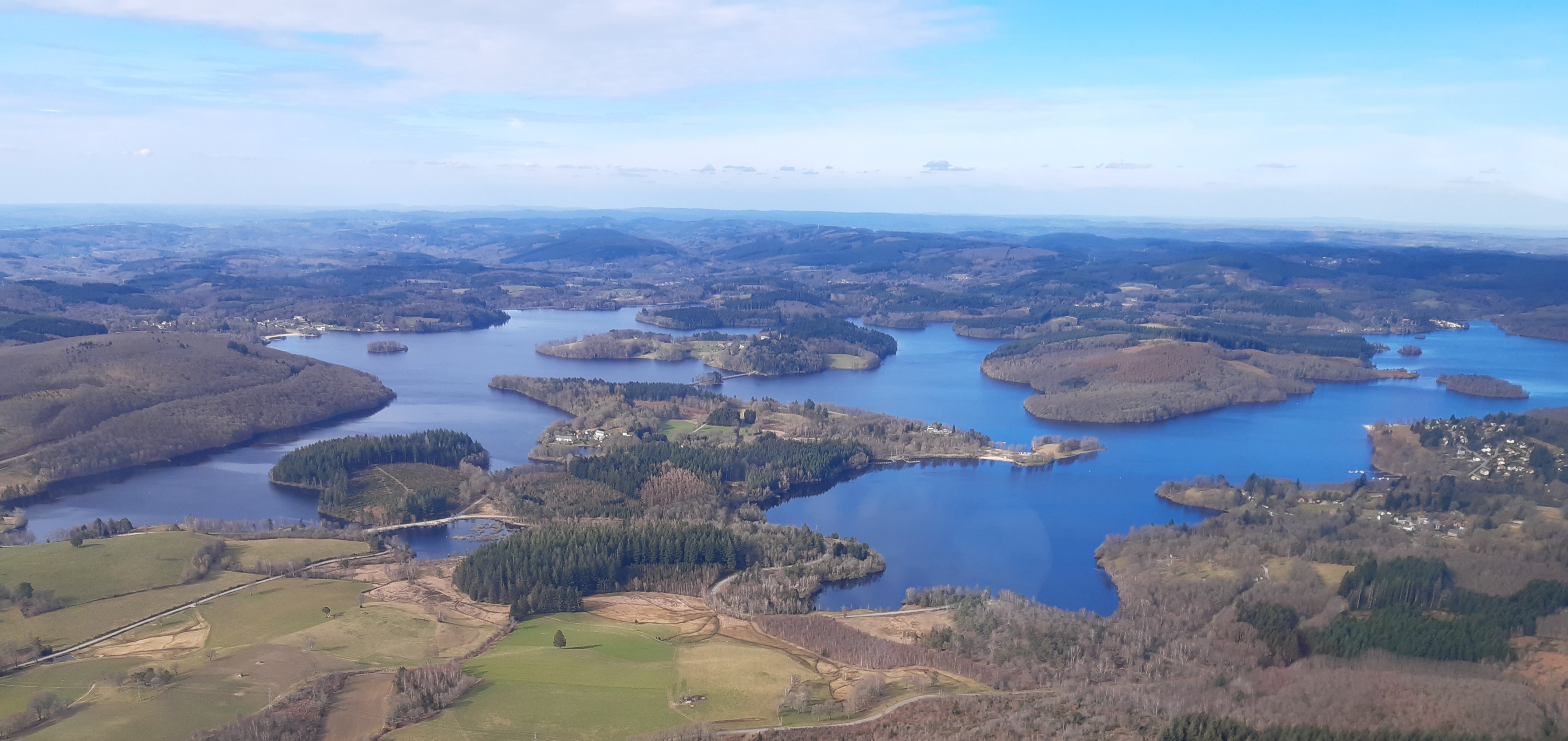
Vue aérienne du lac

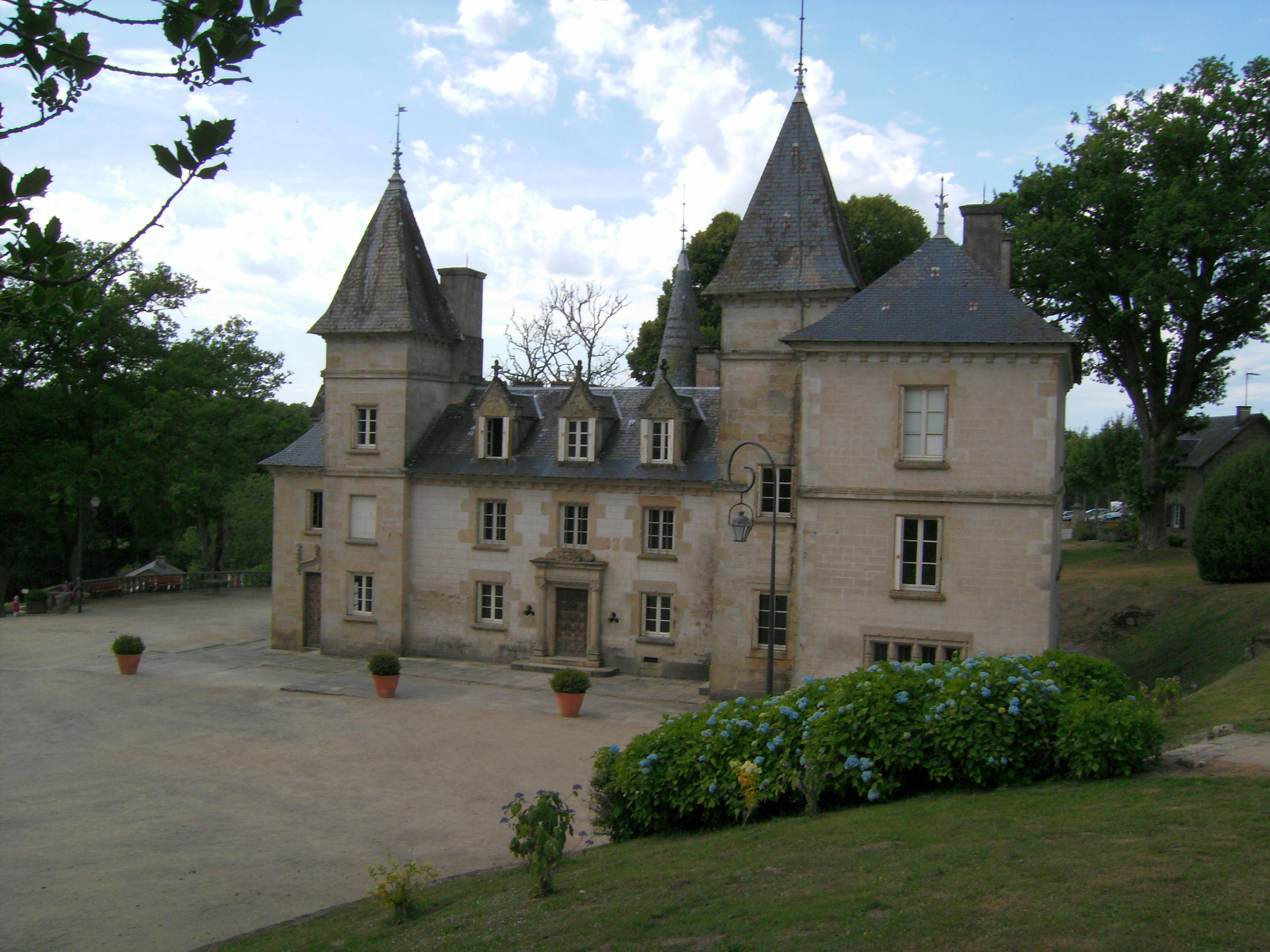
Le château de l'île

Au centre du lac se trouve une île de 70 hectares qui abrite un centre d'art contemporain, créé en 1990, à la suite du Symposium de sculptures de 1983, puis des différentes actions de l'association Limousin Art Contemporain & sculptures (LAC&S) jusqu'en 1989. Dirigé entre 1989 et 2000 par Dominique Marchès, puis de 2001 à 2004 par Guy Tortosa, enfin l’institution devient, en 2005, à la suite de la nomination de Chiara Parisi à sa direction, « Centre international d'art et du paysage de Vassivière ». Chiara Parisi est directrice de 2004 à 2011. Marianne Lanavère lui succède en 2011, avant qu'Alexandra McIntosh ne soit nommée à ce poste en 2021.

## Loisirs

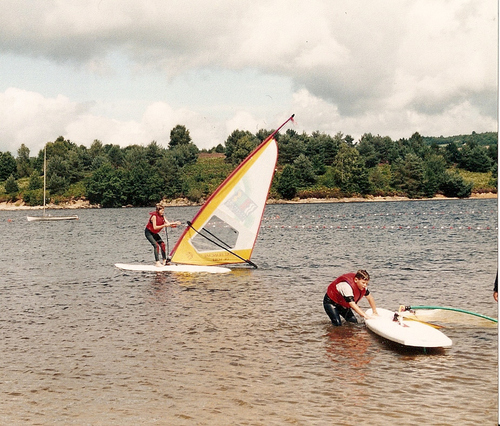
Véliplanchistes sur le lac de Vassivière

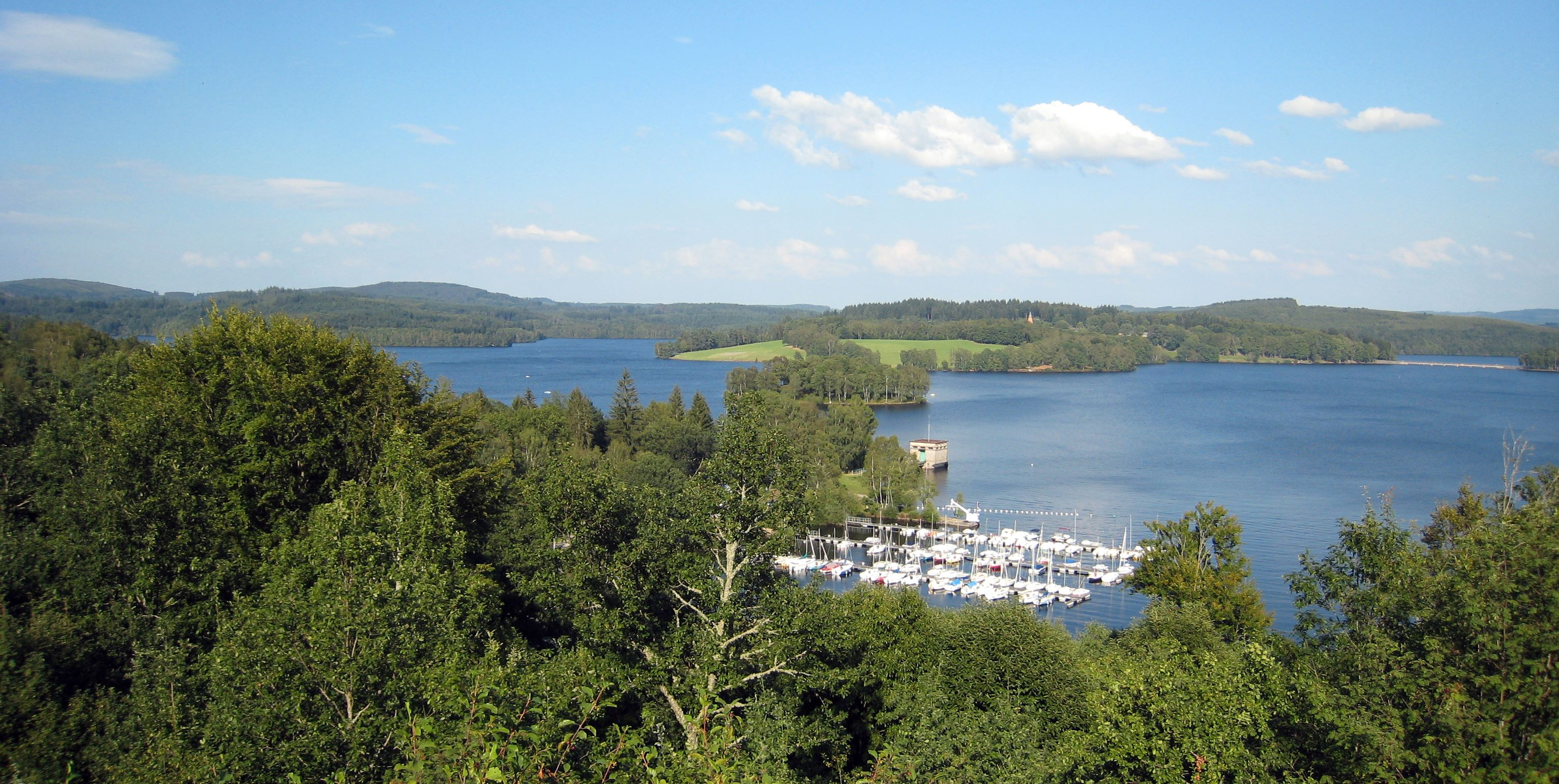
Panorama sur une partie du lac, bateaux et embarcations au port.

Le lac de Vassivière est le premier pôle de loisirs et de sport de la région[réf. nécessaire], au centre d’une nature préservée et vallonnée de landes et de bruyères, qui comporte notamment 45 kilomètres de rivage, cinq plages surveillées, des activités nautiques (ski nautique, voile, pêche…) et de nature (VTT, randonnées pédestres, randonnées avec des ânes de bât, cheval monté, cueillette de champignons…), hébergements variés - hôtels, terrains de camping, chambres d'hôtes, gîtes d'accueils.
Toutefois la fréquentation touristique reste modeste, se concentrant essentiellement dans la période estivale. En 2001, un plan de relance est envisagé sans grand succès.
En 2008, le Conseil régional du Limousin achète l'île de Vassivière, un grand projet ambitieux est présenté, afin de « donner à Vassivière une place de choix dans le paysage touristique régional ».
Le syndicat dit « le lac de Vassivière » est chargé de l'aménagement du site. Une politique touristique plus attractive et dynamique est lancée, qui voit en mai 2010 l'inauguration d'un sentier de rives.
La « Maison de Vassivière » est chargée de l'information, de la communication et de la promotion touristique du site du lac. 
Radio Vassivière est une radio locale dont le siège est à Royère de Vassivière. Elle a été créée en 1984 uniquement pour promouvoir le tourisme autour du lac de Vassivière et émet seulement pendant la période estivale de juillet et août. Après une année difficile en 1986 où elle cesse d'émettre, Radio Vassivière émet en permanence. À Royère, son antenne est située à Puy Beaubier à une altitude au sol de 822 mètres, soit 844 mètres au sommet de l'antenne. La dernière autorisation d'émettre du CSA date du 20 février 2012, celle-ci ayant pris fin le 22 septembre 2017.
Tous les ans la fête du lac de Vassivière le jour de la fête de la Saint Amour, a lieu à la plage d'Auphelle, elle se compose d'un marché de producteurs et d’artisans locaux, de nombreuses animations gratuites pour les enfants, de petits spectacle, un feu d'artifice tiré sur l'eau et d'un bal populaire.
L'île de Vassivière accueille depuis 1995, durant la semaine suivant le 15 août, le festival "Paroles de Conteurs, festival interculturel du conte", événement de portée internationale dans le monde de la francophonie, qui propose des spectacles sous chapiteau, des balades contées, des siestes contées, des scènes ouvertes et des animations pour tout public où se mêlent festivaliers et public local.

## Cyclisme
La route desservant les villages autour du lac fut nommée par la suite circuit Raymond Poulidor, en hommage à l'enfant du pays natif de Masbaraud-Mérignat.
Trois étapes de contre-la-montre individuelles du Tour de France se sont déroulées autour du lac de Vassivière, chacune lors de l’avant-dernière étape. La première a eu lieu en 1985, remportée par Greg LeMond sur une distance de 47,5 km. Le Tour de France de 1990 a vu Erik Breukink remporter les 45,5 km. Le Tour de 1995, encore pour un contre-la-montre de 46,5 km autour du lac, a été remporté par Miguel Indurain.
Le lac a également accueilli l'arrivée de la 3e étape de Paris-Nice en 2012 et c’est Alejandro Valverde qui s’adjugea l’étape.

## Syndicat mixte
Le syndicat mixte du lac de Vassivière, dont le siège se situe à Royère-de-Vassivière (Creuse) est chargé de l'ensemble de la gestion et de l'aménagement des installations.
Il est présidé par Sandrine Derville.
Il a été présidé par Stéphane Cambou (Parti socialiste), vice-président du Conseil régional du Limousin et maire de Peyrat-le-Château. Ce syndicat doit cependant faire face à de graves difficultés financières qui ont été mises en évidence, à la suite d'une saisine par la préfecture, par la Chambre régionale des comptes Centre-Limousin dans son avis de contrôle n° 35 du 21 novembre 2014. En 2009, le département de la Haute-Vienne, qui faisait partie du syndicat, s'en est retiré et l'a ainsi privé de 500 000 euros de subventions annuelles. C'est le département de la Creuse qui assure aujourd'hui l'essentiel des subventions avec le Conseil régional. La gouvernance du président, Stéphane Cambou, est très critiquée. Parmi les communes adhérentes, Saint-Martin-Château s'est retirée du syndicat, Féniers s'apprêterait à faire de même.
La Cour soulignait que le déficit du budget voté pour 2014 était de 6 898,578 €, soit 23,1 % des recettes de fonctionnement, et que son équilibre apparent était faussé car les recettes incluaient des subventions qui n'avaient pas été versées ou qui n'avaient pas encore été demandées. En outre, l'endettement du syndicat en 2014 était considérable : 1 820 960 € de dette au 1er janvier 2014, auxquels se sont ajoutés dans le courant de l'année 2014 de nouveaux emprunts pour un total de 2 125 000 €.
En conséquence, la Chambre des Comptes a recommandé des mesures drastiques d'économie, notamment dans la section de fonctionnement, afin de redresser la situation.

## Dans la fiction
Le lac de Vassivière joue un rôle important dans le roman Vivonne (2021) de Jérôme Leroy.
Le lac ainsi que la plage de Broussas font leur apparition en 1999 dans le film C'est pas ma faute ! de Jacques Monnet avec Thierry Lhermitte.